# Sulija Ottó
Sulija Ottó (1958. október 24. –) labdarúgó, középpályás.

## Pályafutása
1976-ban a Dunaújváros játékosaként mutatkozott be az élvonalban és pályafutása nagy részét az NB. I-ben töltötte. Megfordult Békéscsabán, majd Újpesten is. Összesen 152 élvonalbeli mérkőzésen játszott, 23 gólt szerzett. Első és utolsó első osztályú meccsét is a Tatabánya ellen játszotta. 1988 elején igazolt az NB. III-ban szereplő Dorogi Bányász csapatához, amellyel a szezon végén az NB. II-be jutott. További két teljes évadon át játszott Dorogon a másodosztályban.

## Sikerei, díjai
Újpest
- Magyar bajnokság
  - 2.: 1986–87

Dorog
- NB III
  - 2.: 1987–88
- Jubileum Kupa (nemzetközi kupa)
  - győztes: 1989